# Bundesliga de 2014–15
A Bundesliga de 2014–15 foi a 52ª edição da primeira divisão do futebol alemão. Assim como nos anos anteriores, a edição dessa temporada contou também com 18 times e o regulamento também é similar ao das últimas temporadas. A edição 2014–2015 da Bundesliga começou no dia 22 de agosto de 2014 e terminou no dia 23 de maio de 2015. O Bayern de Munique sagrou-se campeão adiantado a 4 jogos antes de acabar a liga, em  26 de abril 2015, confirmando seu 25º título.

## Regulamento
A Bundesliga é disputada entre 18 times, em 2 turnos, sendo que em cada turno todos os times jogam entre si uma vez. Os jogos do segundo turno são realizados na mesma ordem do primeiro, apenas com o mando de campo invertido. Não há campeão por turno, sendo declarado campeão alemão o time que obtiver o maior número de pontos após 34 rodadas de disputa.

### Critérios de desempate
Caso haja empate de pontos entre dois clubes, os critérios de desempate são aplicados na seguinte ordem:
1. Saldo de gols
2. Gols marcados
3. Confronto direto
4. Gols sofridos

## Participantes
| Equipe                   | Cidade          | Treinador           | Estádio (mando)            | Capacidade | Fornecedor | Títulos        |
| ------------------------ | --------------- | ------------------- | -------------------------- | ---------- | ---------- | -------------- |
| Augsburg                 | Augsburg        | Markus Weinzierl    | SGL Arena                  | 30,660     | Nike       | 0 (não possui) |
| Bayer Leverkusen         | Leverkusen      | Roger Schmidt       | BayArena                   | 30,210     | Adidas     | 0 (não possui) |
| Bayern de Munique        | Munique         | Josep Guardiola     | Allianz Arena              | 71,000     | Adidas     | 25             |
| Borussia Dortmund        | Dortmund        | Jürgen Klopp        | Signal Iduna Park          | 80,645     | Puma       | 8              |
| Borussia Mönchengladbach | Mönchengladbach | Lucien Favre        | Borussia-Park              | 54,010     | Kappa      | 5              |
| Eintracht Frankfurt      | Frankfurt       | Thomas Schaaf       | Commerzbank-Arena          | 51,500     | Nike       | 1              |
| Freiburg                 | Freiburg        | Markus Weinzierl    | Mage Solar Stadion         | 24,000     | Nike       | 0 (não possui) |
| Hamburgo                 | Hamburgo        | Mirko Slomka        | HSH Nordbank Arena         | 57,000     | Adidas     | 6              |
| Hannover                 | Hanover         | Tayfun Korkut       | AWD-Arena                  | 49,000     | Jako       | 2              |
| Hertha Berlin            | Berlim          | Jos Luhukay         | Estádio Olímpico de Berlim | 74,244     | Nike       | 2              |
| Hoffenheim               | Sinsheim        | Markus Gisdol       | Rhein-Neckar-Arena         | 30,150     | Lotto      | 0 (não possui) |
| Colônia                  | Colônia         | Peter Stöger        | RheinEnergieStadion        | 50,997     | Erima      | 3              |
| Mainz                    | Mainz           | Kasper Hjulmand     | Coface Arena               | 34,000     | Nike       | 0 (não possui) |
| Paderborn                | Paderborn       | André Breitenreiter | Energieteam Arena          | 15,000     | Saller     | 0 (não possui) |
| Schalke 04               | Gelsenkirchen   | Roberto Di Matteo   | Veltins-Arena              | 61,673     | Adidas     | 7              |
| Stuttgart                | Stuttgart       | Armin Veh           | Mercedes-Benz Arena        | 60,441     | Puma       | 5              |
| Werder Bremen            | Bremen          | Robin Dutt          | Weserstadion               | 42,100     | Nike       | 4              |
| Wolfsburg                | Wolfsburg       | Dieter Hecking      | Volkswagen Arena           | 30,000     | Kappa      | 1              |

## Classificação
Atualizado em 23/05/2015
| Pos | Equipes                  | Pts | J  | V  | E  | D  | GM | GS | SG  | %  | Classificação ou rebaixamento                          |
| --- | ------------------------ | --- | -- | -- | -- | -- | -- | -- | --- | -- | ------------------------------------------------------ |
| 1   | Bayern de Munique        | 79  | 34 | 25 | 4  | 5  | 80 | 18 | 62  | 78 | Fase de Grupos da Liga dos Campeões da UEFA de 2015–16 |
| 2   | Wolfsburg                | 69  | 34 | 20 | 9  | 5  | 72 | 38 | 34  | 68 | Fase de Grupos da Liga dos Campeões da UEFA de 2015–16 |
| 3   | Borussia Mönchengladbach | 66  | 34 | 19 | 9  | 6  | 53 | 26 | 27  | 65 | Fase de Grupos da Liga dos Campeões da UEFA de 2015–16 |
| 4   | Bayer Leverkusen         | 61  | 34 | 17 | 10 | 7  | 62 | 37 | 25  | 60 | Play-offs da Liga dos Campeões da UEFA de 2015–16      |
| 5   | Augsburg                 | 49  | 34 | 15 | 4  | 15 | 43 | 43 | 0   | 48 | Fase de Grupos da Liga Europa da UEFA de 2015–16       |
| 6   | Schalke 04               | 48  | 34 | 13 | 9  | 12 | 42 | 40 | 2   | 48 | Fase de Grupos da Liga Europa da UEFA de 2015–16       |
| 7   | Borussia Dortmund        | 46  | 34 | 13 | 7  | 14 | 47 | 42 | 5   | 45 | Play-offs da Liga Europa da UEFA de 2015–16            |
| 8   | Hoffenheim               | 44  | 34 | 12 | 8  | 14 | 49 | 54 | –5  | 43 |                                                        |
| 9   | Eintracht Frankfurt      | 43  | 34 | 11 | 11 | 12 | 56 | 62 | –6  | 42 |                                                        |
| 10  | Werder Bremen            | 43  | 34 | 11 | 10 | 13 | 50 | 65 | –15 | 42 |                                                        |
| 11  | Mainz 05                 | 40  | 34 | 9  | 13 | 12 | 45 | 47 | –2  | 39 |                                                        |
| 12  | Köln                     | 40  | 34 | 9  | 13 | 12 | 34 | 40 | –6  | 39 |                                                        |
| 13  | Hannover 96              | 37  | 34 | 9  | 10 | 15 | 39 | 56 | –17 | 36 |                                                        |
| 14  | Stuttgart                | 36  | 34 | 9  | 9  | 16 | 42 | 60 | –18 | 35 |                                                        |
| 15  | Hertha Berlim            | 35  | 34 | 9  | 8  | 17 | 36 | 52 | –16 | 34 |                                                        |
| 16  | Hamburgo                 | 35  | 34 | 9  | 8  | 17 | 25 | 50 | –25 | 34 | Play-off de Rebaixamento                               |
| 17  | Freiburg                 | 34  | 34 | 7  | 13 | 14 | 36 | 47 | –11 | 33 | Zona de rebaixamento à 2. Bundesliga                   |
| 18  | Paderborn 07             | 31  | 34 | 7  | 10 | 17 | 31 | 65 | –34 | 30 | Zona de rebaixamento à 2. Bundesliga                   |

| Campeão                        |
| ------------------------------ |
| Bayern de Munique (25° título) |

## Confrontos
Atualizado em 23 de maio de 2015
|                          | AUG | BYL | BMU | BOD | BMG | EFT | FRB | HSV | HNV | HER | HFN | KOL | MAZ | PAD | SCH | STG | WDB | WFB |
| ------------------------ | --- | --- | --- | --- | --- | --- | --- | --- | --- | --- | --- | --- | --- | --- | --- | --- | --- | --- |
| Augsburg                 | –   | 2–2 | 0–4 | 2–3 | 2–1 | 2–2 | 2–0 | 3–1 | 1–2 | 1–0 | 3–1 | 0–0 | 0–2 | 3–0 | 0–0 | 2–1 | 4–2 | 1–0 |
| Bayer Leverkusen         | 1–0 | –   | 2–0 | 0–0 | 1–1 | 1–1 | 1–0 | 4–0 | 4–0 | 4–2 | 2–0 | 5–1 | 0–0 | 2–2 | 1–0 | 4–0 | 3–3 | 4–5 |
| Bayern de Munique        | 0–1 | 1–0 | –   | 2–1 | 0–2 | 3–0 | 2–0 | 8–0 | 4–0 | 1–0 | 4–0 | 4–1 | 2–0 | 4–0 | 1–1 | 2–0 | 6–0 | 2–1 |
| Borussia Dortmund        | 0–1 | 0–2 | 0–1 | –   | 1–0 | 2–0 | 3–1 | 0–1 | 0–1 | 2–0 | 1–0 | 0–0 | 4–2 | 3–0 | 3–0 | 2–2 | 3–2 | 2–2 |
| Borussia Mönchengladbach | 1–3 | 3–0 | 0–0 | 3–1 | –   | 1–3 | 1–0 | 1–0 | 2–0 | 3–2 | 3–1 | 1–0 | 1–1 | 2–0 | 4–1 | 1–1 | 4–1 | 1–0 |
| Eintracht Frankfurt      | 0–1 | 2–1 | 0–4 | 2–0 | 0–0 | –   | 1–0 | 2–1 | 2–2 | 4–4 | 3–1 | 3–2 | 2–2 | 4–0 | 1–0 | 4–5 | 5–2 | 1–1 |
| Freiburg                 | 2–0 | 0–0 | 2–1 | 0–3 | 0–0 | 4–1 | –   | 0–0 | 2–2 | 2–2 | 1–1 | 1–0 | 2–3 | 1–2 | 2–0 | 1–4 | 0–1 | 1–2 |
| Hamburgo SV              | 3–2 | 1–0 | 0–0 | 0–0 | 1–1 | 1–2 | 1–1 | –   | 2–1 | 0–1 | 1–1 | 0–2 | 2–1 | 0–3 | 2–0 | 0–1 | 2–0 | 0–2 |
| Hannover                 | 2–0 | 1–3 | 1–3 | 2–3 | 0–3 | 1–0 | 2–1 | 2–0 | –   | 1–1 | 1–2 | 1–0 | 1–1 | 1–2 | 2–1 | 1–1 | 1–1 | 1–3 |
| Hertha Berlim            | 1–0 | 0–1 | 0–1 | 1–0 | 1–2 | 0–0 | 0–2 | 3–0 | 0–2 | –   | 0–5 | 0–0 | 1–3 | 2–0 | 2–2 | 3–2 | 2–2 | 1–0 |
| Hoffenheim               | 2–0 | 0–1 | 0–2 | 1–1 | 1–4 | 3–2 | 3–3 | 3–0 | 4–3 | 2–1 | –   | 3–4 | 2–0 | 1–0 | 2–1 | 2–1 | 1–2 | 1–1 |
| Köln                     | 1–2 | 1–1 | 0–2 | 2–1 | 0–0 | 4–2 | 0–1 | 0–0 | 1–1 | 1–2 | 3–2 | –   | 0–0 | 0–0 | 2–0 | 0–0 | 1–1 | 2–2 |
| Mainz                    | 2–1 | 2–3 | 1–2 | 2–0 | 2–2 | 3–1 | 2–2 | 1–2 | 0–0 | 0–2 | 0–0 | 2–0 | –   | 5–0 | 2–0 | 1–1 | 1–2 | 1–1 |
| Paderborn                | 2–1 | 0–3 | 0–6 | 2–2 | 1–2 | 3–1 | 1–1 | 0–3 | 2–0 | 3–1 | 0–0 | 0–0 | 2–2 | –   | 1–2 | 1–2 | 2–2 | 1–3 |
| Schalke 04               | 1–0 | 0–1 | 1–1 | 2–1 | 1–0 | 2–2 | 0–0 | 0–0 | 1–0 | 2–0 | 3–1 | 1–2 | 4–1 | 1–0 | –   | 3–2 | 1–1 | 3–2 |
| Stuttgart                | 0–1 | 3–3 | 0–2 | 2–3 | 0–1 | 3–1 | 2–2 | 2–1 | 1–0 | 0–0 | 0–2 | 0–2 | 2–0 | 0–0 | 0–4 | –   | 3–2 | 0–4 |
| Werder Bremen            | 3–2 | 2–1 | 0–4 | 2–1 | 0–2 | 1–0 | 1–1 | 1–0 | 3–3 | 2–0 | 1–1 | 0–1 | 0–0 | 4–0 | 0–3 | 2–0 | –   | 3–5 |
| Wolfsburg                | 1–0 | 4–1 | 4–1 | 2–1 | 1–0 | 2–2 | 3–0 | 2–0 | 2–2 | 2–1 | 3–0 | 2–1 | 3–0 | 1–1 | 1–1 | 3–1 | 2–1 | –   |

| Vitória da equipe da casa; Vitória do visitante; Empate. |

## Playoffs de Rebaixamento
O Hamburgo que terminou na 16ª posição da Primeira Divisão, teve que enfrentar o Karlsruher, que terminou na 3ª posição da Segunda Divisão. O vencedor no agregado de duas partidas entram na Bundesliga 2015-16. O Hamburgo venceu o duelo, evitando o primeiro rebaixamento de sua história.

### Partida de ida
| 28 de maio    | Hamburgo     | 1 – 1     | Karlsruher  | Volksparkstadion, Hamburg              |
| 20:30 (UTC+3) | Iličević 73' | Relatório | 4' Hennings | Público: 56 615 Árbitro: Deniz Aytekin |

### Partida de volta
| 1 de junho    | Karlsruher | 1 – 2     | Hamburgo                 | Wildparkstadion, Karlsruhe            |
| 19:00 (UTC+3) | Yabo 78'   | Relatório | 90+1' Díaz · 115' Müller | Público: 27 986 Árbitro: Manuel Gräfe |

## Estatísticas
| Pos. | Jogador                   | Equipes                  | Gols |
| ---- | ------------------------- | ------------------------ | ---- |
| 1    | Alexander Meier           | Eintracht Frankfurt      | 19   |
| 2    | Robert Lewandowski        | Bayern de Munique        | 17   |
| 2    | Arjen Robben              | FC Bayern München        | 17   |
| 4    | Pierre-Emerick Aubameyang | Borussia Dortmund        | 16   |
| 4    | Bas Dost                  | Wolfsburg                | 16   |
| 6    | Franco Di Santo           | Werder Bremen            | 13   |
| 6    | Thomas Müller             | FC Bayern München        | 13   |
| 8    | Shinji Okazaki            | Mainz 05                 | 12   |
| 8    | Raffael                   | Borussia Mönchengladbach | 12   |
| 10   | Karim Bellarabi           | Bayer Leverkusen         | 11   |
| 10   | Patrick Herrmann          | Borussia Mönchengladbach | 11   |
| 10   | Max Kruse                 | Borussia Mönchengladbach | 11   |
| 10   | Son Heung-min             | Bayer Leverkusen         | 11   |

| Pos. | Jogador          | Equipes                  | Assists. |
| ---- | ---------------- | ------------------------ | -------- |
| 1    | Kevin De Bruyne  | VfL Wolfsburg            | 20       |
| 2    | Zlatko Junuzović | Werder Bremen            | 12       |
| 3    | Roberto Firmino  | TSG 1899 Hoffenheim      | 10       |
| 3    | Thomas Müller    | FC Bayern München        | 10       |
| 5    | Max Kruse        | Borussia Mönchengladbach | 9        |
| 6    | Jonathan Schmid  | SC Freiburg              | 8        |
| 7    | Gonzalo Castro   | Bayer Leverkusen         | 7        |
| 7    | Thorgan Hazard   | Borussia Mönchengladbach | 7        |
| 7    | Franck Ribéry    | FC Bayern München        | 7        |
| 7    | Arjen Robben     | FC Bayern München        | 7        |